# Luperus perlucidus
Luperus perlucidus es una especie de insecto coleóptero de la familia Chrysomelidae.
Fue descrita científicamente en 1956 por Khnzoryan.